# Masasi (Distrikt)
Masasi ist ein Distrikt in der tansanischen Region Mtwara mit dem Verwaltungssitz in der Stadt Masasi. Der Distrikt grenzt im Norden an die Region Lindi, im Osten an den Distrikt Newala, im Süden an Mosambik und im Westen an den Distrikt Namyumbu. Der Distrikt wird durch Masasi (TC) in zwei Gebiete getrennt.

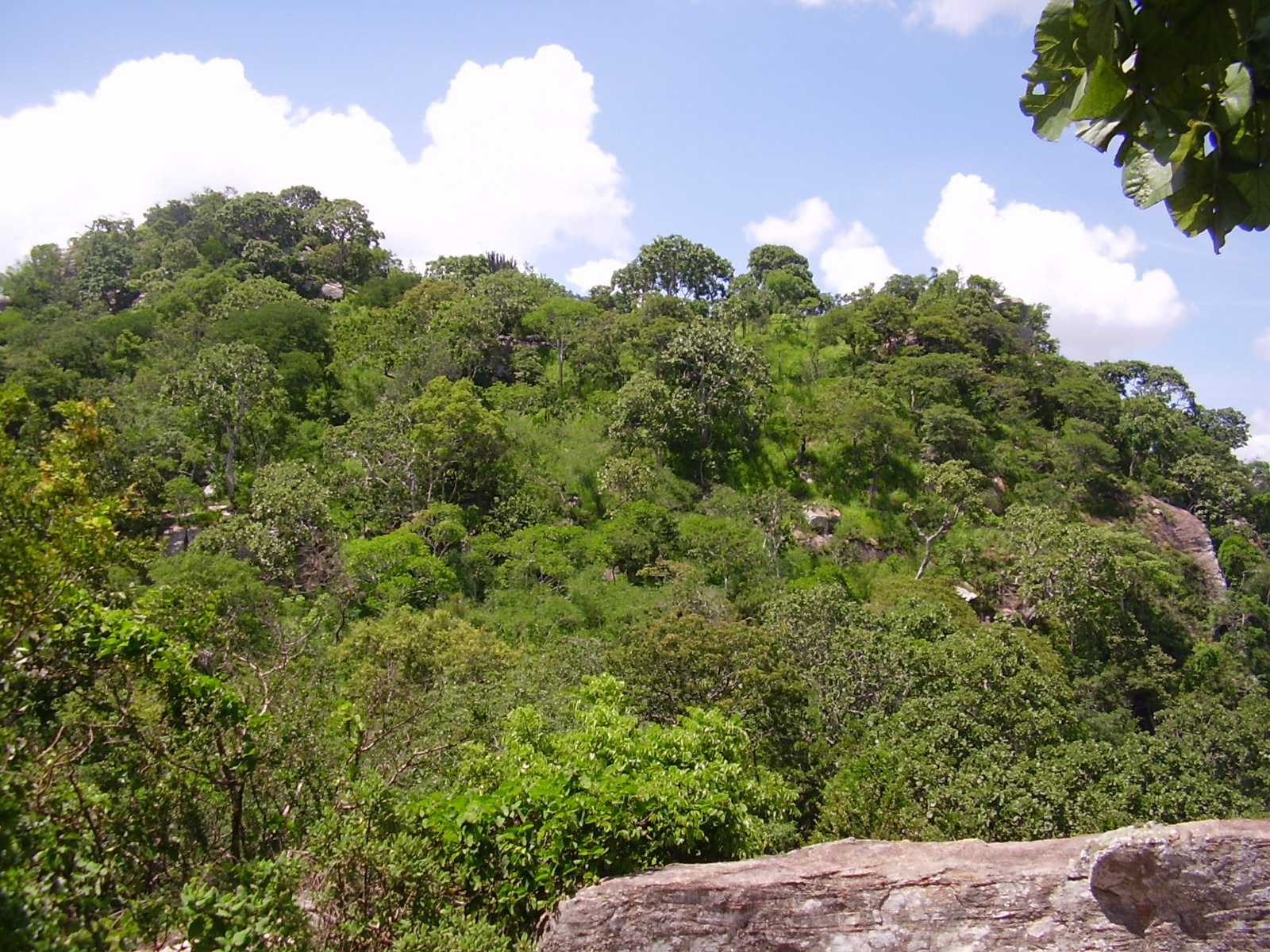
Bewaldeter Felshügel in Masasi

## Geographie
Masasi hat eine Fläche von 3490 Quadratkilometer und 314.778 Einwohner (Volkszählung 2022). Der Distrikt wird im Süden vom Fluss Rovuma begrenzt und steigt nach Norden sanft an. Aus dem flachen Land ragen einzelne felsige Berggipfel. Das Klima ist tropisch, Aw nach der effektiven Klimaklassifikation. Es gibt eine Regenzeit, die im November beginnt und bis April dauert. In den Monaten Juni bis September fallen kaum Niederschläge. Insgesamt regnet es 900 bis 1000 Millimeter im Jahr bei einer Durchschnittstemperatur von 25 bis 31 Grad Celsius.

## Geschichte
Die ersten bekannten Besiedler waren die Wandans im 15. Jahrhundert. Im 18. und 19. Jahrhundert wanderten die Wakakuka aus Mosambik ein, sie leben jetzt noch im Distrikt. Das Land wurde 1958 zum Distrikt erklärt, im Jahr 1972 jedoch wieder dezentralisiert. Im Jahr 1983 wurde der Distrikt wieder eingerichtet. Die endgültige Form erhielt der Distrikt im Jahr 2012 als Masasi TC abgetrennt wurde.

## Verwaltungsgliederung
Der Distrikt besteht aus den zwei Wahlsprengeln (Jimbo) Lulindi und Ndanda und aus insgesamt 34 Bezirken (Kata):
Lulindi:
- Mkundi
- Mkululu
- Nanjota
- Chiungutwa
- Mbuyuni
- Lipumburu
- Sindano
- Namalenga
- Mchauru
- Mnavira
- Chikoropola
- Lulindi
- Lupaso
- Makong’onda
- Mijelejele
- Mitesa
- Mpeta
- Mpindimbi

Ndanda:
- Namatutwe
- Namajani
- Mlingula
- Lukuledi
- Mpanyani
- Chigugu
- Mwena
- Nanganga
- Chiwata
- Chikukwe
- Chikundi
- Chikunja
- Msikisi
- Nangoo
- Ndanda
- Chiwale

| Von der Bevölkerung sprachen 64 Prozent Swahili, 5 Prozent Englisch und Swahili und 32 Prozent waren Analphabeten (Stand 2012). | Hier fehlt eine Grafik, die leider im Moment aus technischen Gründen nicht angezeigt werden kann. Wir arbeiten daran! |

- Bildung: Im Distrikt gab es 121 Vorschulen, 124 Grundschulen und 27 weiterführende Schulen. In den Vorschulen kamen auf einen Lehrer 212 Schüler. Die Grundschulen besuchten 7245 Schüler und 8081 eine weiterführende Schule (Stand 2016).[11][12]
- Gesundheit: Für die medizinische Versorgung der Bevölkerung stehen drei Gesundheitszentren und 37 Apotheken zur Verfügung (Stand 2019).[11]

## Wirtschaft und Infrastruktur
- Landwirtschaft: Die Landwirtschaft ist der wichtigste Wirtschaftszweig, 85 Prozent der über Zehnjährigen auf dem Land und 76 Prozent in der Stadt leben von der Landwirtschaft (Stand 2012).[13] Die am häufigsten angebauten Pflanzen sind Cashewnüsse, Sesam, Maniok, Mais und Hülsenfrüchte.[14] Fast die Hälfte der Haushalte hielt auch Nutztiere, vor allem Geflügel (Stand 2012).[15]
- Fischerei: Fischerei wird im Fluss Rovuma und in Teichen betrieben.[16]
- Straßen: Die wichtigste Straßenverbindung ist die Nationalstraße von Mtwara über Lindi nach Masasi und weiter nach Westen bis Songea.[17]

## Sonstiges
Der Enzkreis hat eine Partnerschaft mit dem Distrikt Masasi mit dem Ziel, das Gesundheitswesen und die Ausbildungsqualität in Masasi zu verbessern und den Einsatz von erneuerbaren Energien zu verstärken.